# Columba guinea
Columba guinea là một loài chim trong họ Columbidae.

## Hình ảnh

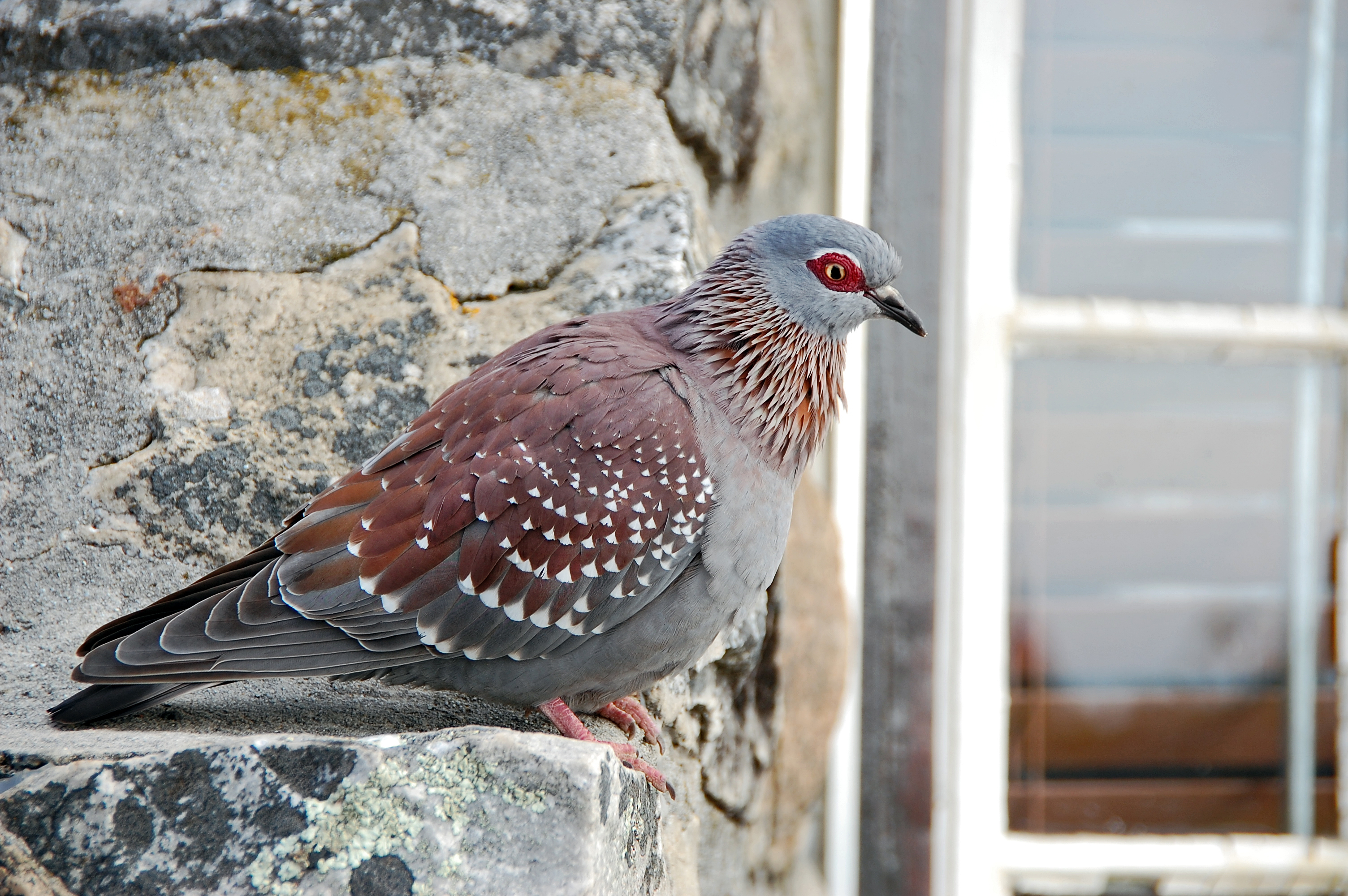
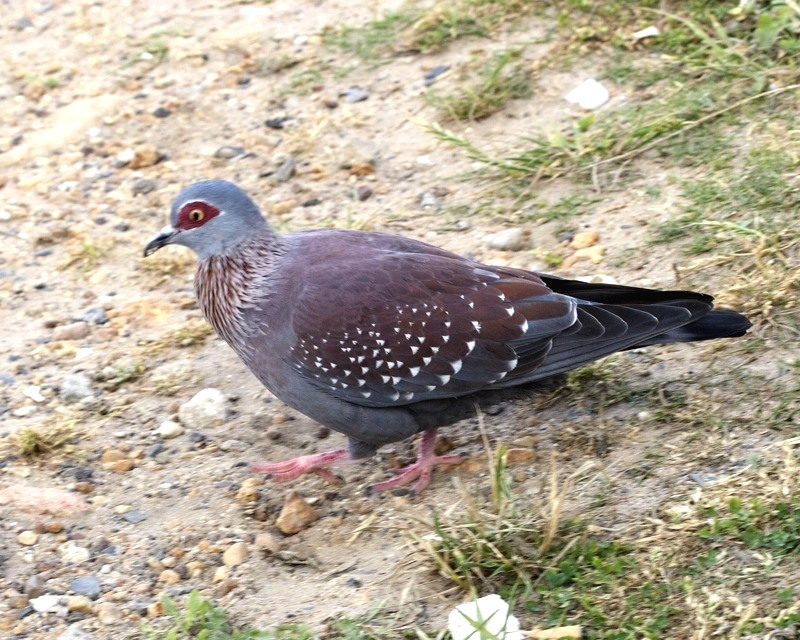
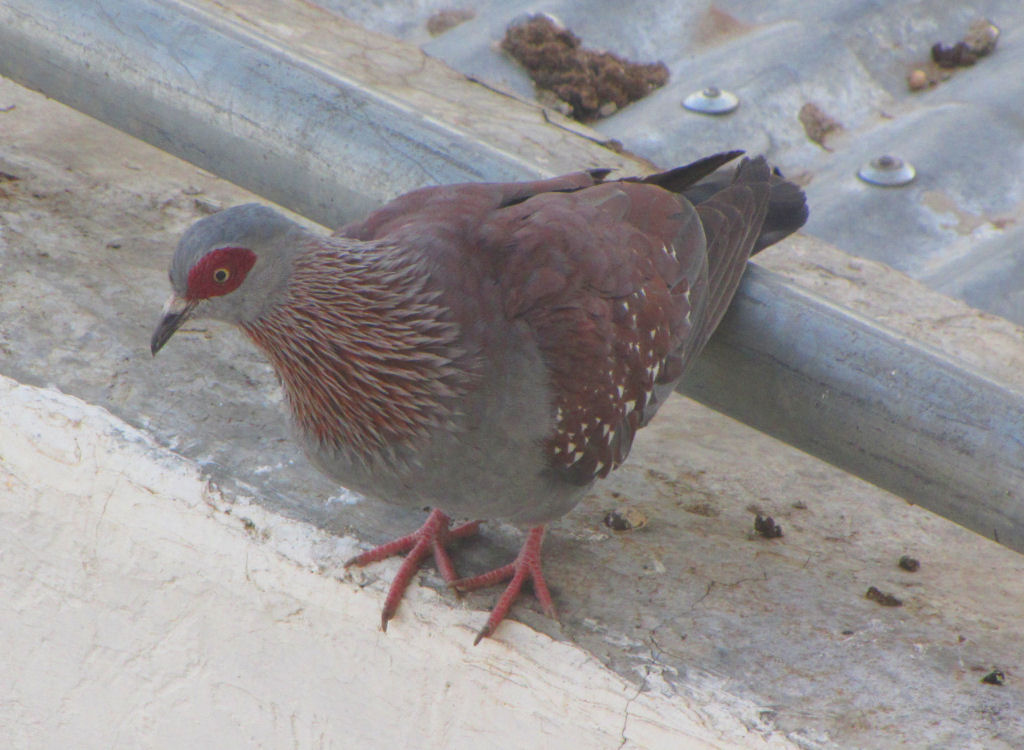
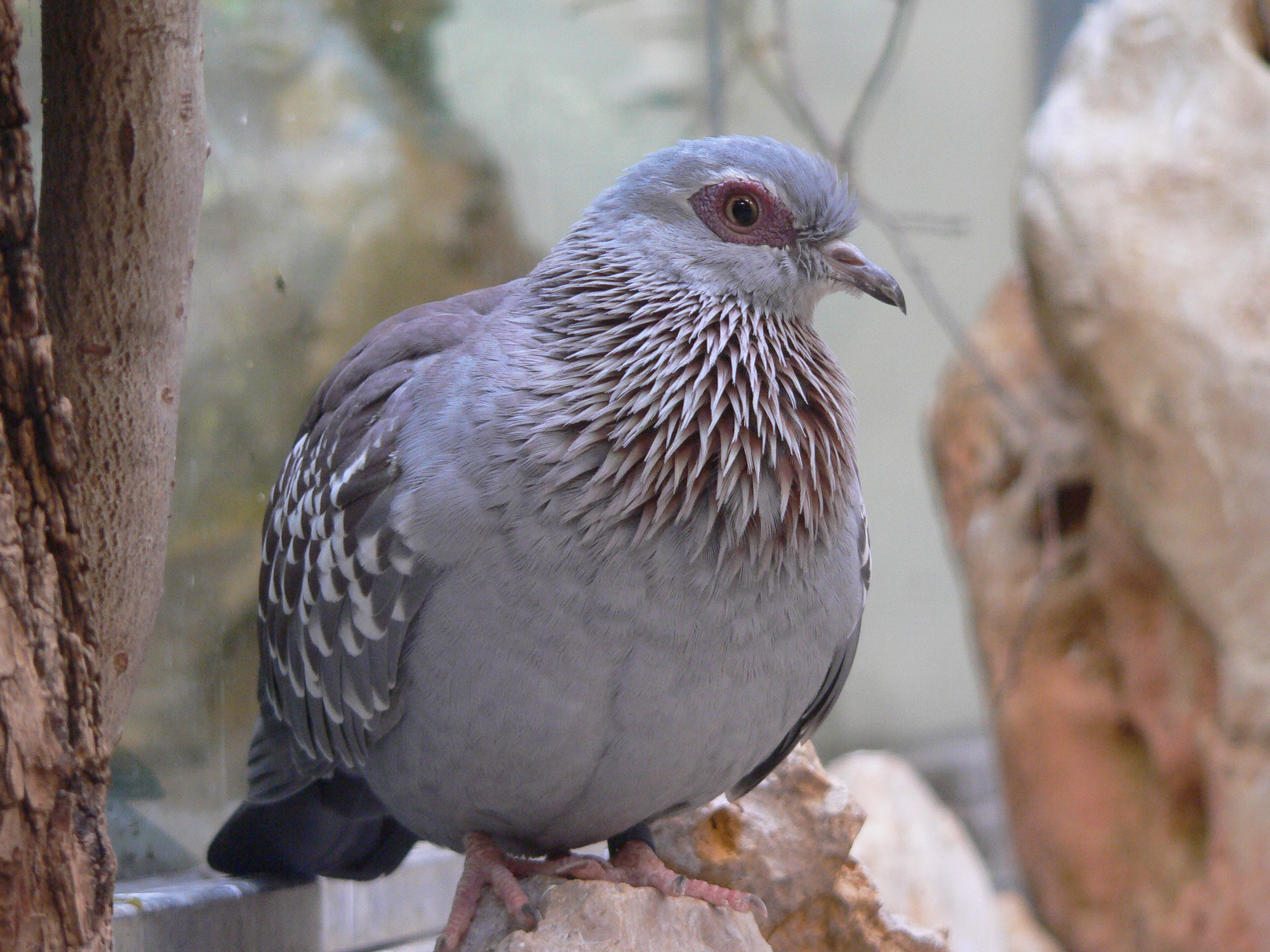
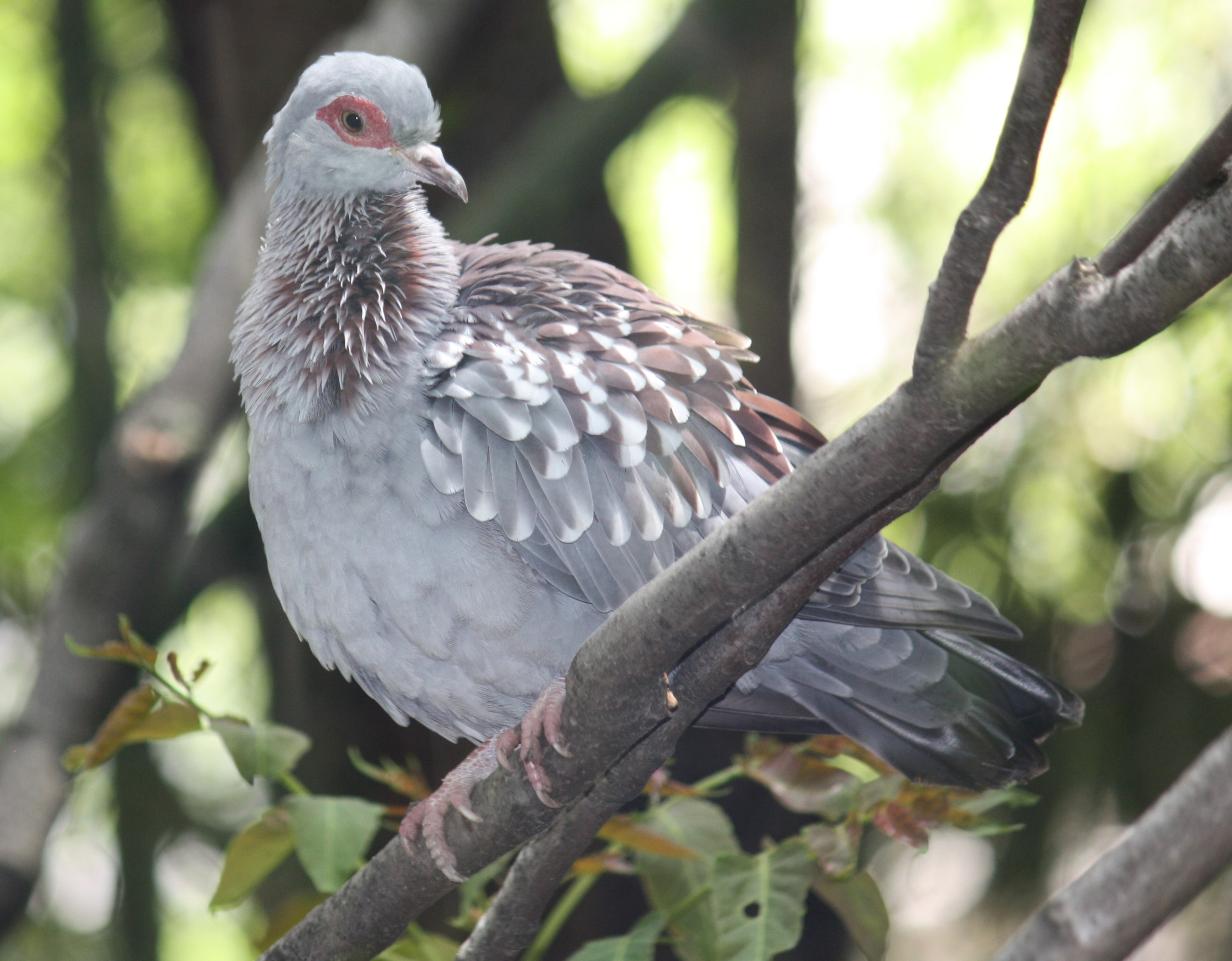